# Масаши Огуро
Масаши Огуро (јап. 大黒 将志; 4. мај 1980) јапански је фудбалер.

## Каријера
Током каријере је играо за Гамба Осака, Торино, ФК Јокохама Ф. Маринос, ФК Кјото Санга и многе друге клубове.

## Репрезентација
За репрезентацију Јапана дебитовао је 2005. године. Наступао је на Светском првенству (2006. године) с јапанском селекцијом. За тај тим је одиграо 22 утакмице и постигао 5 голова.

## Статистика
| Јапан  | Јапан   | Јапан  |
| Година | Наступи | Голови |
| ------ | ------- | ------ |
| 2005.  | 15      | 5      |
| 2006.  | 6       | 0      |
| 2007.  | 0       | 0      |
| 2008.  | 1       | 0      |
| Укупно | 22      | 5      |

## Трофеји

### Клуб
- Џеј лига (1): 2005.